# Nederlandse kampioenschappen schaatsen supersprint 2012
De Nederlandse kampioenschappen supersprint 2012 werden op zaterdag 18 februari 2012 gereden op de Ireen Wüst IJsbaan in Tilburg. Het was de 22e editie van het NK Supersprint.
Het kampioenschap bestaat uit tweemaal een 100 en tweemaal een 300 meter per persoon. De tijden worden vervolgens rechtstreeks bij elkaar opgeteld om tot een eindklassement te komen. De tijden worden niet eerst naar een bepaalde tijd omgerekend zoals bij de meeste allroundtoernooien gebruikelijk is.
Titelverdedigers bij de senioren waren Jacques de Koning en Thijsje Oenema. De Koning, Oenema en de meeste andere nationale sprinttoppers lieten het toernooi aan zich voorbij gaan. Floor van den Brandt en Bas Bervoets wonnen de seniorenwedstrijd. Baanrecords werden neergezet door Floor van den Brandt op de 100 meter (10,74) en 300 meter (25,53) en door Freddy Wennemars op de 100 meter (10,03) en door Bas Bervoets op de 300 meter (23,92).

## Uitslagen

### Mannen Senioren
| Rang   | Schaatser        | Punten |
| ------ | ---------------- | ------ |
| Goud   | Bas Bervoets     | 68.30  |
| Zilver | Freddy Wennemars | 68.40  |
| Brons  | Bauke Wiersma    | 68.60  |

### Jongens Junioren A
| Rang   | Schaatser        | Punten |
| ------ | ---------------- | ------ |
| Goud   | Niels Olivier    | 68.46  |
| Zilver | Oscar van Leen   | 68.89  |
| Brons  | Gerben Jorritsma | 69.38  |

### Vrouwen Senioren
| Rang   | Schaatsster           | Punten |
| ------ | --------------------- | ------ |
| Goud   | Floor van den Brandt  | 72.57  |
| Zilver | Leslie Koen           | 73.20  |
| Brons  | Esmeralda Nieuwendorp | 74.48  |

### Meisjes Junioren A
| Rang   | Schaatsster        | Punten |
| ------ | ------------------ | ------ |
| Goud   | Moniek Klijnstra   | 74.87  |
| Zilver | Eveline Kiela      | 75.32  |
| Brons  | Anna Julia Janssen | 76.53  |

Den Haag 1991 · 
Deventer 1992 · 
Groningen 1993 · 
Utrecht 1994 · 
Alkmaar 1995 · 
Deventer 1996 · 
Deventer 1997 · 
Utrecht 1998 · 
Utrecht 1999 · 
Utrecht 2000 · 
Groningen 2001 · 
Deventer 2002 · 
Assen 2003 · 
Assen 2004 · 
Assen 2005 · 
Alkmaar 2006 · 
Groningen 2007 · 
Breda 2008 · 
Enschede 2009 · 
Hoorn 2010 · 
Enschede 2011 · 
Tilburg 2012 · 
Den Haag 2013 · 
Hoorn 2014 · 
Tilburg 2015 · 
Den Haag 2016 · 
Breda 2017 · 
Groningen 2018 · 
Deventer 2019 · 
Amsterdam 2020 · 
2021 ·
Alkmaar 2022 ·
Tilburg 2023 ·
Tilburg 2024 ·
Eindhoven 2025